# ヤラ・グリン

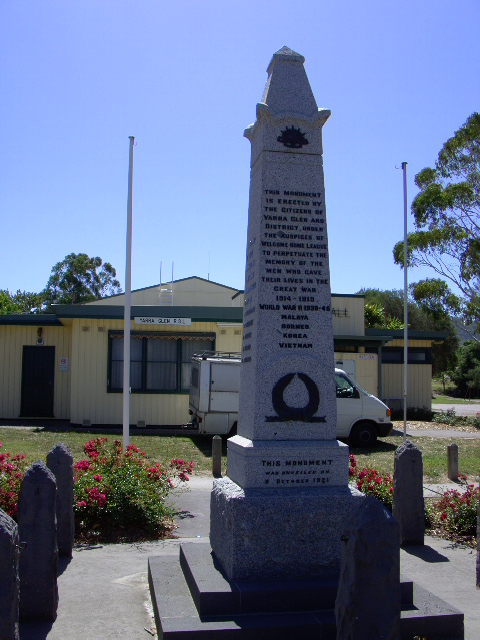
War memorial and hall

ヤラ・グリンは、オーストラリアのビクトリア州にある町である。メルボルンのメルボルン・シティ・センターから北東40kmに位置する。総合行政地域は、シャイア・オブ・ヤラ・レンジス。2006年現在の人口は2598人。
1861年にポストオフィスがヤラ・フラッツとして開設され、鉄道が開通した1889年にヤラ・グリンと改名した。
1939年のブラック・フライデーの火事でヤラ・グリンの周辺地域は損失を受けた。2009年2月に山火事が起きた。
この町はオーストラリアン・ルールズの予選が行われる。